# Provincia Bartın
Provincia Bartın este o provincie a Turciei cu o suprafață de 2,120 km², localizată în partea de nord a țării, lângă Marea Neagră.

## Districte
Bartın este divizată în 14 districte (capitala districtului este subliniată): 
- Amasra
- Bartın
- Kurucașile
- Ulus